# Hidroxiprolina
La hidroxiprolina es un aminoácido no esencial constituyente de proteínas y derivado de la prolina. 
Para esta hidroxilación, existe una enzima llamada prolil-hidroxilasa, que reconoce a la prolina como su sustrato. La condición es que la prolina (Pro) a hidroxilar se encuentre vecina a una glicina (Gly) en la hebra, en el sentido amino a carboxilo. Esta reacción requiere de una coenzima, el ácido ascórbico (vitamina C). La ausencia de esta vitamina (coenzima) impide la correcta síntesis de la hidroxiprolina, y es el origen de la enfermedad conocida como escorbuto.
N--------- Pro-Gly ---------C

El proceso se puede esquematizar como sigue:

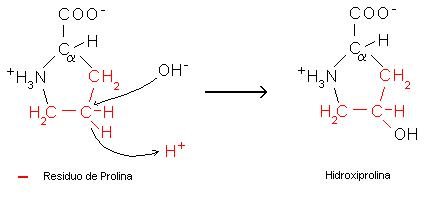
Reacción de hidroxilación de la Prolina. El Hidroxilo ingresa a la molécula y se libera un protón (H+).

La hidroxiprolina se encuentra fundamentalmente en el tejido conectivo y óseo, constituyendo el 10% de la molécula del colágeno. También podemos encontrar hidroxiprolina, en la pared celular vegetal, como compuesto de glicoproteínas "Extensinas".
- Datos: Q12460151

1. ↑  Número CAS